# Carlo Urbani
 Carlo Urbani (Castelplanio, Italia, 19 de octubre de 1956-Bangkok, 29 de marzo de 2003) fue un médico y microbiólogo italiano y el primero a identificar el síndrome respiratorio agudo grave (SRAS) como una enfermedad nueva y peligrosamente contagiosa.
Debido a su lucha contra esta nueva enfermedad, Carlo Urbani resultó contagiado y acabaría falleciendo el 29 de marzo de 2003. Pese a ello, su trabajo hizo posible que la Organización Mundial de la Salud organizara a tiempo una contundente respuesta que logró contener la epidemia, salvando incontables vidas.